# 1387

## Události
- 22. leden – Çandarlı Ali Paša se po smrti svého otce stává osmanským velkovezírem
- 31. březen – Zikmund Lucemburský se stal králem uherským
- Vilnius byl povýšen na město
- Polsko ovládlo Halič

## Narození
- 6. července – Blanka Navarrská, navarrská panovnice († 1441)
- Lancelot Navarrský, královský levoboček († 1420)

## Úmrtí
- 1. ledna – Karel II., navarrský král (* 1322)
- 6. ledna – Petr IV., aragonský a sicilský král (* 1319)
- 22. ledna – Çandarlı Kara Halil Hayreddin Paša, osmanský státník a velkovezír (* ?)
- leden – Alžběta Bosenská, uherská a polská královna jako manželka Ludvíka I. (* okolo 1340)
- 12. února – Petr III. Jelito z Brna, churský, litomyšlský a olomoucký biskup a magdeburský arcibiskup (* kolem 1330)
- 15. března – Jana z Armagnacu, vévodkyně z Berry (* 1346)
- 6. dubna – Jan z Artois, hrabě z Eu (* 1321)
- 12. května – Blanka z Aumale, hraběnka z Aumale (* cca 1322)
- 2. července – Petr Lucemburský, kardinál (* 1369)
- 20. července
  - Johana z Durazza, vévodkyně z Durazza (* 1344)
  - Robert IV. z Artois, hrabě z Eu (* cca 1356)
- 23. srpna – Olaf II., dánský král (* 1370)
- 31. prosince – Blanka Savojská, paní Milána (* cca 1335)
- ? – Marie Bourbonská, latinská císařovna (* cca 1315)
- ? – Sung Kche, čínský kaligraf (* 1327)

## Hlavy států
- České království – Václav IV.
- Moravské markrabství – Jošt Moravský
- Svatá říše římská – Václav IV.
- Papež – Urban VI. a Klement VII. (vzdoropapež)
- Anglické království – Richard II.
- Francouzské království – Karel VI. Šílený
- Polské království – Hedvika z Anjou a Vladislav II. Jagello
- Uherské království – Zikmund Lucemburský
- Litevské knížectví – Vladislav II. Jagello
- Byzantská říše – Jan V. Palaiologos